# Maia Reficco

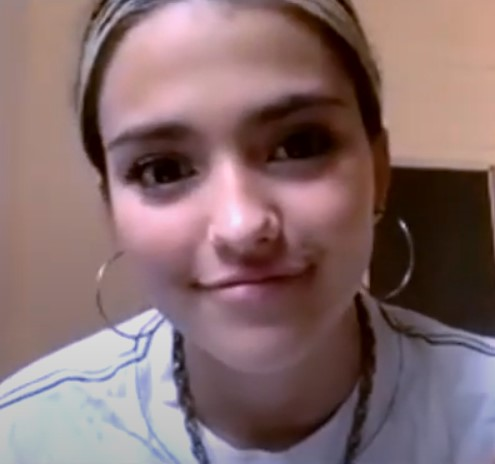
Maia Reficco (2021)

Maia Reficco (* 14. Juli 2000 in Boston, Massachusetts; voller Name Maia Reficco Viqueira) ist eine argentinisch-US-amerikanische Schauspielerin und Sängerin.

## Leben und Karriere
Maia Reficco Viqueira wurde im Juli 2000 in Boston, Massachusetts als Tochter von Katie Viqueira und Ezequiel Reficco geboren. Sie hat einen jüngeren Bruder, Joaquín Reficco Viqueira, der ebenfalls als Sänger tätig ist. Im Alter von sechs Jahren zog sie mit ihrer argentinischen Familie nach Buenos Aires, Argentinien. Sie interessierte sich bereits in jungen Jahren für Musik, Gesang und spielte Gitarre, Klavier, Saxophon und Ukulele. Im Alter von 15 Jahren zog Reficco nach Los Angeles. Dort lernte sie bei dem bekannten Gesangslehrer Eric Vetro. Sie nahm auch an einem fünfwöchigen Programm am Berklee College of Music in Boston teil und erhielt ein Stipendium.
Reficco wurde durch die Hauptrolle der Kally Ponce in der lateinamerikanischen Nickelodeon-Telenovela Kally’s Mashup bekannt. Sie verkörperte die Rolle von Oktober 2017 bis April 2019. Dieselbe Rolle übernahm Reficco 2019 als Gastdarstellerin in Club 57 und 2021 für den Fernsehfilm Kally’s Mashup ¡Un cumpleaños muy Kally! Im Rahmen der Serie veröffentlichte Reficco mehrere Lieder, darunter das Titellied Key of Life. Auf den dazugehörigen Soundtracks war sie ebenfalls zu hören.
Seit Juli 2022 verkörpert Reficco in der HBO-Max-Serie Pretty Little Liars: Original Sin die Hauptrolle der Noa Olivar. Anschließend war Reficco in dem Netflix-Film Do Revenge zu sehen. Im angekündigten Actionfilm One Fast Move wird sie an der Seite von K. J. Apa und Eric Dane zu sehen sein.

## Filmografie
- 2017–2019: Kally’s Mashup (Fernsehserie, 120 Episoden)
- 2019: Club 57 (Fernsehserie, 1 Episode)
- 2021: Kally’s Mashup ¡Un cumpleaños muy Kally! (Fernsehfilm)
- 2022–2024: Pretty Little Liars: Original Sin (Fernsehserie, 18 Episoden)
- 2022: Do Revenge
- 2025: La Dolce Villa